# Schellal-Stele

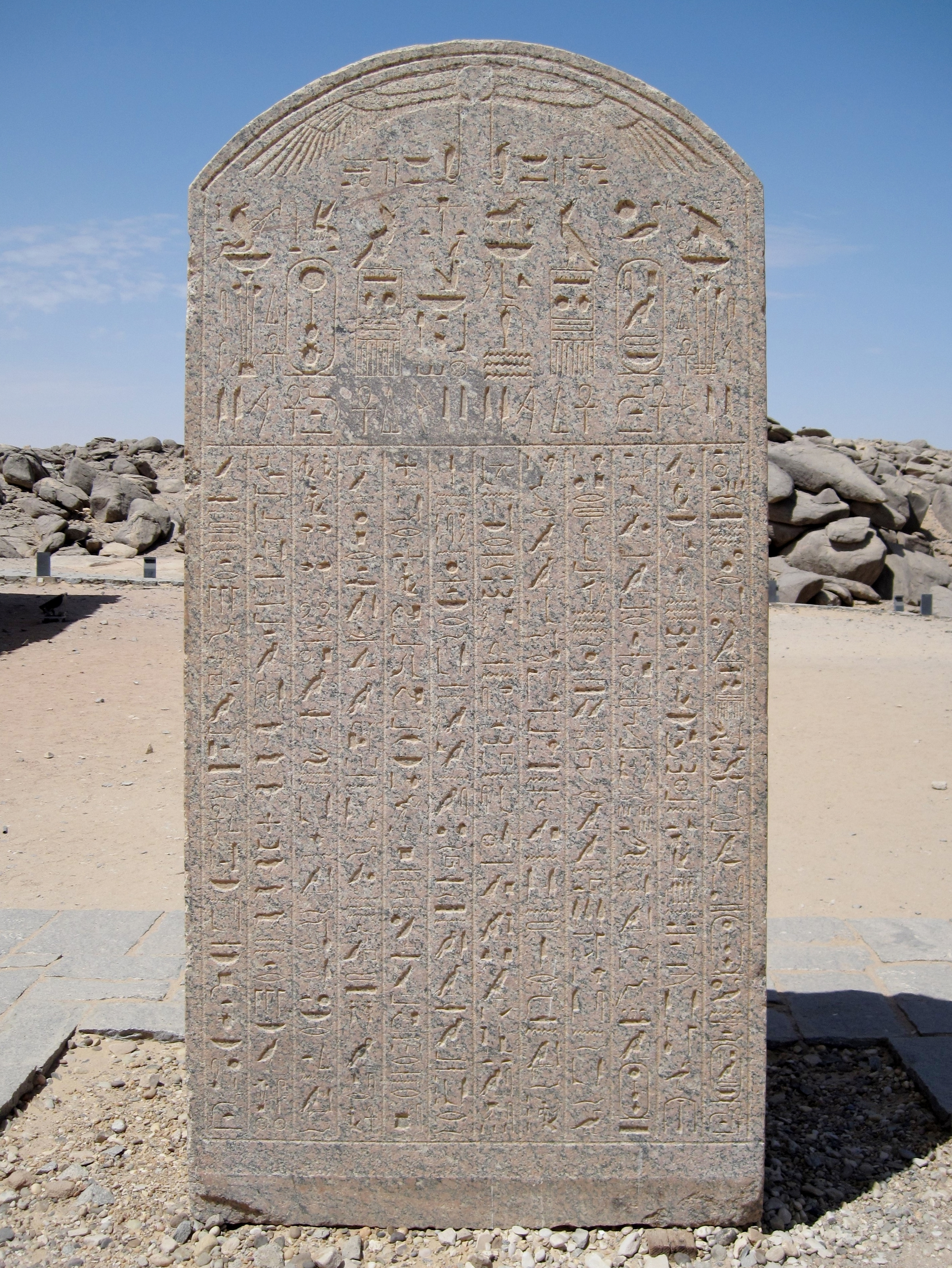
Schellal-Stele des Psammetich II.

Die Schellal-Stele, auch Stele aus Shellal, ist eine altägyptische Stele aus Rosengranit mit einer Hieroglypheninschrift, die auf  Psammetich II. zurückgeht, den dritten König (Pharao) der 26. Dynastie. Sie stammt aus einem Steinbruchgebiet südlich von Assuan nahe dem heute vom Nassersee überfluteten Endpunkt der Bahnlinie, von wo auf dem Nil die Dampfschiffe nach Wadi Halfa ablegten. Die 1964 westlich des Nils aufgefundene Stele ist heute an der Nordseite des auf die Insel Neu-Kalabscha im Nassersee versetzten Mandulis-Tempels aufgestellt.

## Beschreibung

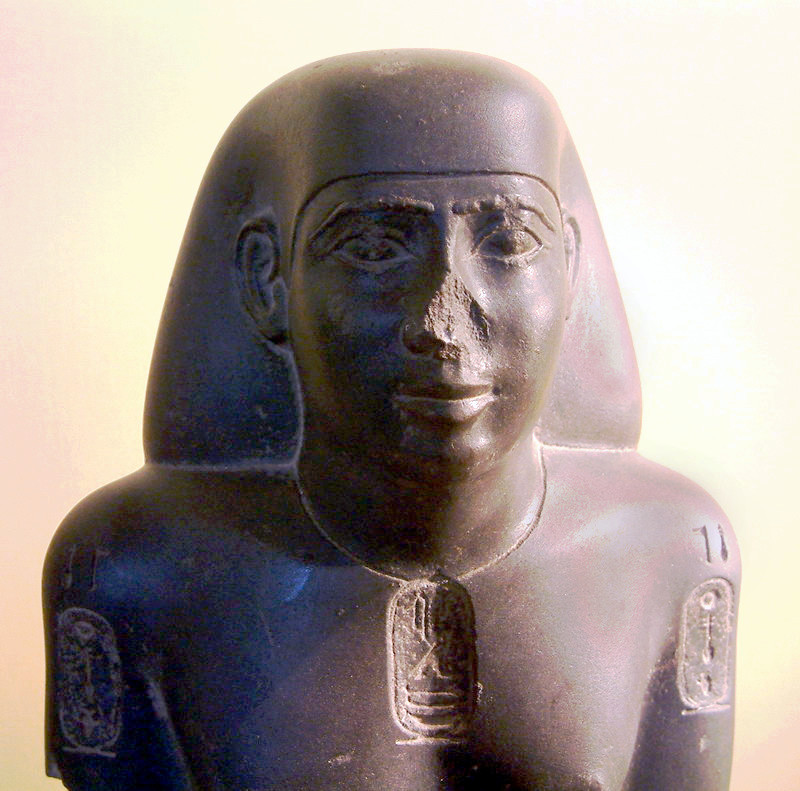
Kopf einer Statue mit den Kartuschen Psammetichs II.

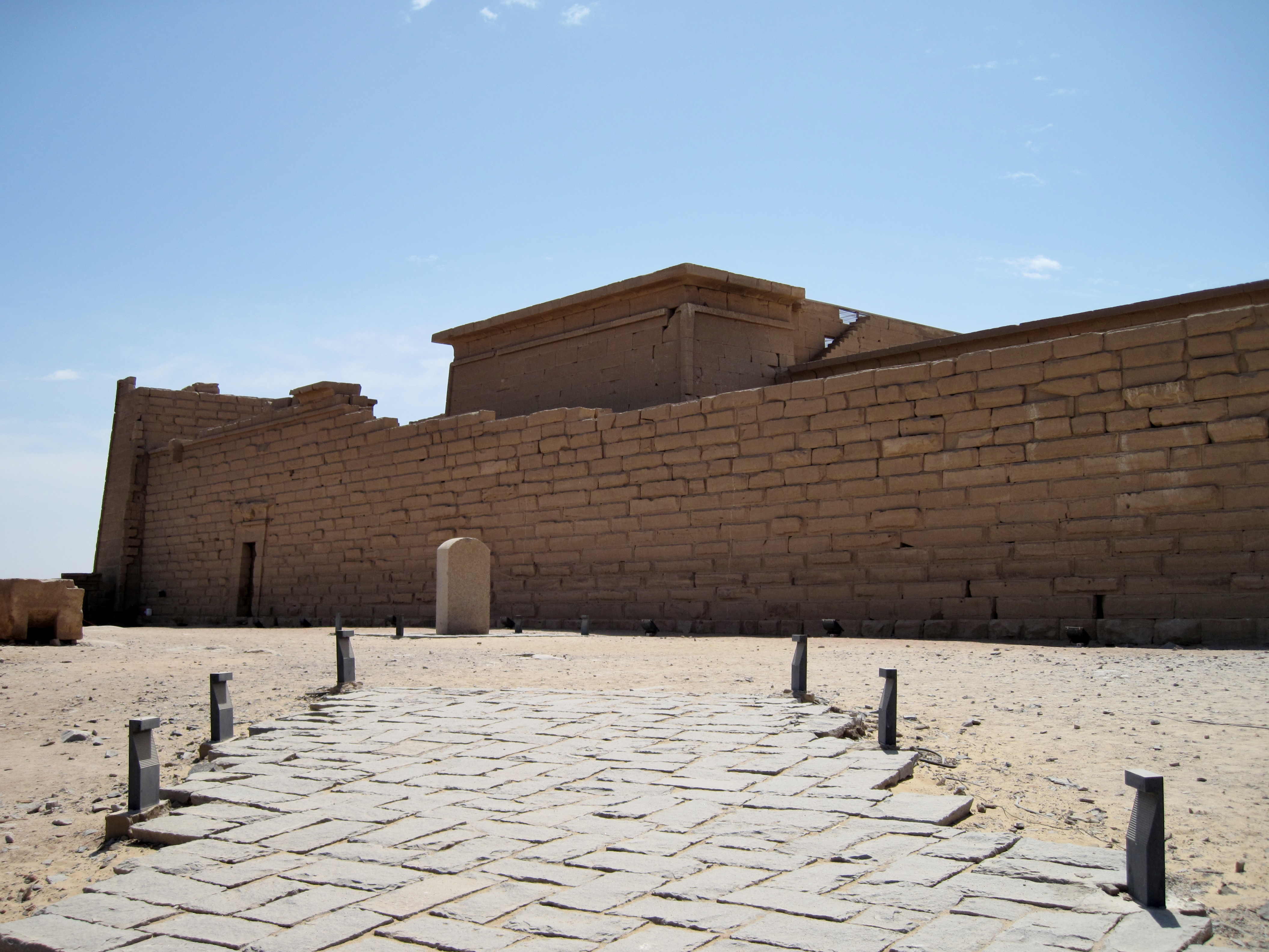
Heutiger Stelenstandort neben dem Mandulis-Tempel auf Neu-Kalabscha

Schon Richard Lepsius hatte den oberen Teil einer Stele, angebracht an einem kleinen Tempel in der Nähe von Philae, auf der Königlich Preußischen Expedition nach Aegypten und Aethiopien von 1842 bis 1845 abgezeichnet und in Band VIII des Tafelwerks der Denkmaeler aus Aegypten und Aethiopien veröffentlicht. Die Hieroglypheninschrift dieses Stelenfragments ist fast identisch mit der des Oberteils der 1964 entdeckten Schellal-Stele. In den 8 Kolumnen beider Inschriften sind die Kartuschen des Königs mit seinem Thronnamen Nefer-ib-Re (Nfr-jb-Rˁ) und seinem Eigennamen Psammetich (Psmṯk) in den Kolumnen 2 und 7 aufgeführt. Die Übersetzung des Oberteils der Schellal-Stele von links nach rechts lautet:
Geliebt von Wadjet, die Leben, Gesundheit und Herrschaft gewährt. König von Ober- und Unterägypten, Nefer-ib-Re, möge er ewig leben. Horus Menech-ib-Re, der Leben gewährt. Geliebt von Satis, der Herrin von Elephantine. Geliebt von Chnum, Herr des Katarakts. Horus Menech-ib-Re, der Leben gewährt. Sohn des Re, Psammetich, möge er ewig leben. Geliebt von Nechbet, die Leben, Gesundheit und Herrschaft gewährt.
Der weitere Text der Schellal-Stele schildert den letzten militärischen Vorstoß eines altägyptischen Königs nach Süden. Im Gegensatz zu den beiden anderen Textzeugnissen, die Psammetichs II. Feldzug nach Nubien beschreiben, der Karnak- und der Tanis-Stele, ist die Inschrift der Schellal-Stele vollständig erhalten. Dabei begründet das Fehlen von Determinativen einen großen Übersetzungsspielraum. Die Inschrift ist in 12 Kolumnen unterteilt, die von rechts nach links zu lesen sind. Gleich zu Beginn des Textes wird das dritte Jahr der Regierungszeit des Königs als Datierung des Feldzuges angegeben, was nach heutiger Ansicht dem Jahr 593 v. Chr. entspräche. Als Aufstellungsort wird die damalige Südgrenze des Pharaonenreiches gegen das Reich von Kusch angenommen.
In der 1. der 12 Kolumnen ist der zehnte Tag des zweiten Monats der Jahreszeit Schemu (šmw) im dritten Regierungsjahr Psammetichs II. genannt, nach den Datierungen des Mondkalenders der 17. oder 18. Oktober 593 v. Chr. Während die ersten beiden Kolumnen nochmals den König als geliebt von den Göttern beschreiben, geben die 3. und die 4. Kolumne an, dass sich Psammetich auf Reisen innerhalb Ober- und Unterägyptens (ww=f – in seinen zwei Ländern) befand, die vom Nil überflutet waren (bˁḥ=f – in seinem gefluteten Land), als laut 5. Kolumne ein Bote zu ihm kam. Der Bote berichtet in der 6. und 7. Kolumne, dass die Truppen des Pharao, die dieser in das Bogenland (Nubien) entsandte, das Fremdland von Pnubs (Kerma) erreicht hätten. Dort erhoben sich alle Nubier gegen die Streitmacht Psammetichs, die jedoch ein ungeeignetes Schlachtfeld, ungeeignet für Pferde, vorfand.
Die 8. Kolumne beginnt mit dem Beschluss des Königs, seine Truppen in Nubien selbst zu führen. Es wird geschildert, wie sich die Rebellen nach der Ankunft Psammetichs zur Flucht wandten, ohne sich dem Kampf zu stellen, ohne ihre Waffen gegen den König zu erheben. Von den Nubiern wurden laut 9. und 10. Kolumne 4200 gefangen genommen. Nach dem glücklichen Ausgang des Kampfes ließ Psammetich eine große Anzahl Kurz- und Langhornrinder den Göttern Ober- und Unterägyptens opfern, eines den Göttern der Leibwache des Palastes, um, wie die 12. Kolumne angibt, allen Stabilität, Macht, Gesundheit und Glück für immer zu sichern.
Aus dem Inhalt der Steleninschrift geht nicht hervor, wer die Nubier gegen Psammetich II. anführte, möglicherweise Aspelta oder dessen Vorgänger als König des kuschitischen Reiches Anlamani. Seit dem Ende der 25. Dynastie, der Kuschitenherrschaft über Ägypten bis zu ihrem letzten Pharao Tanotamun, der von 664 bis 657 v. Chr. regierte, war es zu keinen ernsthaften Auseinandersetzungen zwischen Ägypten und Kusch gekommen. Das Fragment der Tanis-Stele führt als Begründung für die Militäraktion Psammetichs II. an, einem geplanten Angriff der Nubier zuvorgekommen zu sein. Zu den Truppen Psammetichs gehörten zahlreiche aus dem östlichen Mittelmeerraum stammende Söldner, wie griechische Ionier und Dorer sowie Karer, Phönizier und Judäer, die während des Feldzugs mehrere Graffiti an der Außenfassade des Tempels von Abu Simbel hinterließen.
Nach der militärischen Entscheidung zugunsten der Ägypter nahe dem dritten Katarakt bei Kerma trat Psammetich II. die Rückreise an. Seine Streitmacht stieß weiter nach Süden vor, wo sie nach Angaben der Tanis-Stele die königliche Residenzstadt des kuschitischen Reiches, bei der es sich aller Wahrscheinlichkeit nach um Napata handelte, eroberte und zerstörte. Aus einer griechischen Inschrift an der kolossalen Sitzfigur Ramses’ II. südlich des Eingangs zum Felsentempel von Abu Simbel sind die Namen der Befehlshaber der ägyptischen Truppen bekannt. Die einheimischen Ägypter kommandierte Amasis, der später selbst Pharao werden sollte, die fremdsprachigen Söldner Potasimto. Der Feldzug endete am vierten Katarakt, der für Schiffe unpassierbar war. Unklar bleibt, warum nach dem Abschluss der Kampfhandlungen Nubien nicht dem ägyptischen Reich eingegliedert wurde, sondern die Südgrenze Ägyptens weiterhin am ersten Katarakt südlich der Insel Elephantine nahe dem Tempel von Philae verlief.

## Literatur

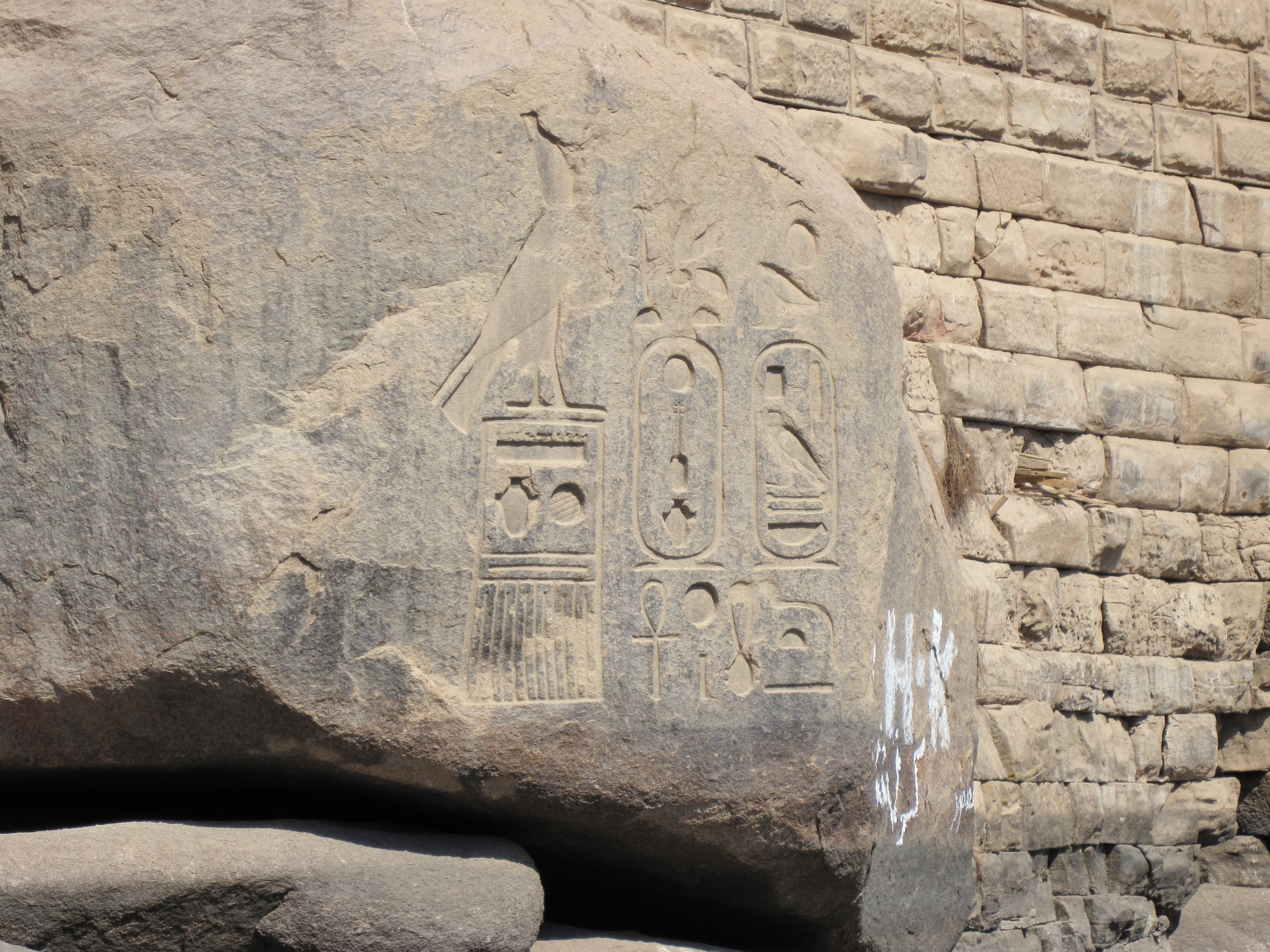
Kartuschen und Horusname des Königs Psammetich II. am Südostufer der Insel Elephantine